# Diorit

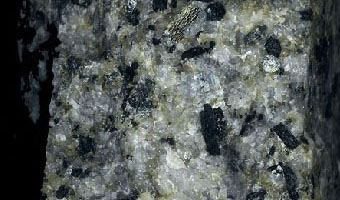
Diorit

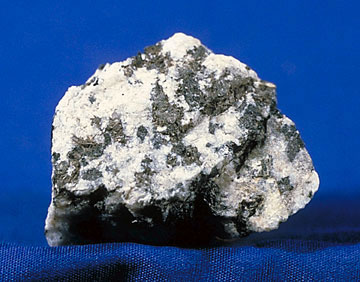
Diorit

Dioritul este o rocă magmatică foarte dură, provenind din straturile adânci ale pământului ("plutonit") de culoare închisă până la negru, mai rar are o culoare cenușie de diferite nuanțe. 

## Descriere
Dioritul constă dintr-o structură cristalină cu granule mari de plagioclaz și hornblendă (blendă) cu ceva clorit și varietăți de cuarț fiind în acest caz (cuarțdiorit). Dacă este blenda înlocuită de Magnesiaglimmer roca va fi numită Glimmerdiorit.
Vechimea rocilor de diorit provin din timpurile arhaicului și paleozoicului. În Europa poate fi găsit in Ruhla, Brotterode, lângă Rosstrappe, la Kyffhäuser, in Odenwald, in Böhmen, și in Normandia ca și în Bretania.
Diorite de culoare închisă se folosesc ca monumente funerare, sau folosite la pavarea străzilor.
Ca o curiozitate poate fi amintit faptul că în Egiptul antic era folosit dioritul ca daltă în sculptură, din această perioadă provine o statuie din diorit șlefuit, tehnica realizării acestei sculpturi nu poate fi explicată de arheologii egiptologi.

## Plutonite - Vulcanite
Granit - Riolit

Granodiorit - Dacit

Diorit - Andezit

Sienit - Trahit

Gabro - Bazalt